# Minor White (Astronom)
| (21684) Alinafiocca            | 4. September 1999  |
| (32096) Puckett                | 27. Mai 2000       |
| (40457) Williamkuhn            | 4. September 1999  |
| (41450) Medkeff                | 1. Juni 2000       |
| (51741) Davidixon              | 24. Mai 2001       |
| (54362) Restitutum1            | 27. Mai 2000       |
| (54902) Close                  | 23. Juli 2001      |
| (61190) Johnschutt             | 1. Juli 2000       |
| (62503) Tomcave                | 30. September 2000 |
| (66479) Healy                  | 4. September 1999  |
| (68410) Nichols                | 16. August 2001    |
| (70207) Davidunlap             | 4. September 1999  |
| (81822) Jamesearley            | 27. Mai 2000       |
| (108382) Karencilevitz         | 18. Mai 2001       |
| 1 zusammen mit Michael Collins |                    |

Minor White ist ein US-amerikanischer Astronom und Asteroidenentdecker.
Er arbeitete als Entwickler in der Luftfahrtindustrie und war dort für die Steuerungssysteme im Antrieb der North American X-15 verantwortlich. Zwischen 1999 und 2002 entdeckte er zusammen mit Michael Collins am Zeno Observatory (IAU-Code 727) in Edmond (Oklahoma) beziehungsweise am OCA-Anza Observatory (IAU-Code 643) insgesamt 36 Asteroiden.

## Quelle
- Lutz D. Schmadel: Dictionary of Minor Planet Names. 5th ed. Springer, Berlin 2003, ISBN 3-540-00238-3 (engl.) [Voransicht bei Google Book Search]